# Municipio de Metamora (Míchigan)
El municipio de Metamora (en inglés: Metamora Township) es un municipio ubicado en el condado de Lapeer en el estado estadounidense de Míchigan. En el año 2010 tenía una población de 4249 habitantes y una densidad poblacional de 46,49 personas por km².

## Geografía
El municipio de Metamora se encuentra ubicado en las coordenadas 42°56′5″N 83°16′24″O / 42.93472, -83.27333. Según la Oficina del Censo de los Estados Unidos, el municipio tiene una superficie total de 91.39 km², de la cual 88,61 km² corresponden a tierra firme y (3,04 %) 2,78 km² es agua.

## Demografía
Según el censo de 2010, había 4249 personas residiendo en el municipio de Metamora. La densidad de población era de 46,49 hab./km². De los 4249 habitantes, el municipio de Metamora estaba compuesto por el 97,53 % blancos, el 0,54 % eran afroamericanos, el 0,38 % eran amerindios, el 0,38 % eran asiáticos, el 0,45 % eran de otras razas y el 0,73 % eran de una mezcla de razas. Del total de la población el 2,14 % eran hispanos o latinos de cualquier raza.